# Pomadasys rogerii
Pomadasys rogerii is een straalvinnige vissensoort uit de familie van grombaarzen (Haemulidae). Hij wordt gemiddeld 45 cm groot en wordt gebruikt voor commerciële visvangst. Deze vis komt voor aan de westkust van Afrika. De wetenschappelijke naam van de soort is voor het eerst geldig gepubliceerd in 1830 door Cuvier.